# Marcela Tiscornia
Marcela Tiscornia (* 26. Juli 1972) ist eine ehemalige uruguayische Leichtathletin.

## Karriere
Tiscornia war in den Laufwettbewerben auf den Sprintstrecken aktiv. Sie nahm mit der uruguayischen Mannschaft an den Südamerikaspielen 1990 in Peru teil. Dort gewann sie mit der 4-mal-100-Meter-Staffel die Goldmedaille. Auch gehörte sie dem Aufgebot bei den Südamerikaspielen 1994 im venezolanischen Valencia an. 1995 wirkte sie sowohl bei den Hallenweltmeisterschaften als auch bei den Weltmeisterschaften mit, schied jedoch jeweils in den Vorläufen aus.
Tiscornia ist auch heute (Stand: 15. Juni 2015) noch Mitinhaberin des uruguayischen Landesrekords der 4-mal-100-Meter-Staffel. An diesem wirkte sie als Mitglied der Nationalstaffel am 16. Juli 1992 bei den Iberoamerikanischen Meisterschaften in Sevilla mit, die eine Zeit von 46,51 Sekunden für die Distanz benötigte.

## Erfolge
- 1. Platz Südamerikaspiele 1990 - 4 × 100-m-Staffel

## Persönliche Bestleistungen
- 200 Meter: 24,39 s, 9. August 1995, Göteborg (Wind: 0,0)
- 200 Meter (Halle): 25,07 s, 10. März 1995, Barcelona[1]